# Austerlitz (película)
Austerlitz es una película de 1960 dirigida por Abel Gance y protagonizada por Jean Marais, Rossano Brazzi, Jack Palance, Claudia Cardinale, Vittorio de Sica, Orson Welles, Leslie Caron y Elvira Popescu. Pierre Mondy interpreta a Napoleón en esta película sobre la victoria en la batalla de Austerlitz y Leslie Caron interpreta a su amante, Élisabeth Le Michaud d'Arçon. Fue exhibida en español con el título Historia escrita con sangre.

## Sinopsis
La primera mitad de la película cubre la coronación de Napoleón como Emperador y sus maniobras políticas mientras la segunda parte trata de la batalla propiamente dicha, donde vence a la alianza de fuerzas austriacas y rusas en su paseo hacia el este.

## Reparto
| Actor                  | Personaje               |
| ---------------------- | ----------------------- |
| Pierre Mondy           | Napoleón Bonaparte      |
| Martine Carol          | Josefina de Beauharnais |
| Claudia Cardinale      | Pauline Bonaparte       |
| Leslie Caron           | Mlle de Vaudey          |
| Vittorio De Sica       | Papa Pío VII            |
| Elvire Popesco         | Laetitia Bonaparte      |
| Jean Marais            | Carnot                  |
| Michel Simon           | Alboise                 |
| Orson Welles           | Robert Fulton           |
| Georges Marchal        | Mariscal Jean Lannes    |
| Jack Palance           | Gen. Weirother          |
| Jean-Louis Trintignant | Ségur hijo              |
| Rossano Brazzi         | Lucien Bonaparte        |
| Jean Mercure           | Talleyrand              |
| Anna Maria Ferrero     | Elisa Bonaparte         |
| Ettore Manni           | Lucien Bonaparte        |
| Anna Moffo             | La Grassini             |
| Daniela Rocca          | Caroline Bonaparte      |
| Janez Vrhovec          | Francisco II de Austria |
| Roland Bartrop         | Lord Nelson             |

## Digno de mención
Jean Ledrut reclamó que su partitura había sido plagiada como el 1962 hit de música pop "Telstar" a pesar de que el argumento fue finalmente rechazado.

## Versiones
La versión francesa original es más larga que la versión internacional doblada al inglés. La versión francesa contiene escenas extras que incluyen una con Napoleón visitando a su amante y otra de Jean Louis Trintignant representando la coronación con muñecos para el personal de palacio.

## DVD
Un DVD francés salió al mercado incluyendo unas entrevistas con el protagonista Pierre Mondy y con otros participantes.